# Лапорт (Минесота)
Лапорт (енгл. Laporte) град је у америчкој савезној држави Минесота.

## Демографија
По попису из 2010. године број становника је 111, што је 34 (-23,4%) становника мање него 2000. године.
| Група             | 2000.       | 2010.      |
| Белци             | 137 (94,5%) | 97 (87,4%) |
| Афроамериканци    | 2 (1,4%)    | 1 (0,9%)   |
| Азијати           | 1 (0,7%)    | 0 (0,0%)   |
| Хиспаноамериканци | 2 (1,4%)    | 1 (0,9%)   |
| Укупно            | 145         | 111        |